# Bothriechis lateralis
Bothriechis lateralis is een giftige slang welke behoort tot de familie der adders (Viperidae) en de onderfamilie groefkopadders (Crotalinae).

## Naam en indeling
De wetenschappelijke naam van de soort werd voor het eerst voorgesteld door Wilhelm Peters in 1862. Later werd de wetenschappelijke naam Lachesis lateralis gebruikt.

## Uiterlijke kenmerken
De slang wordt maximaal 95 centimeter lang maar de meeste exemplaren worden niet groter dan 70 centimeter. De slang heeft 21 of 23 rijen schubben in de lengte op het midden van het lichaam en 157 tot 171 schubben aan de buikzijde. Onder de staart zijn 54 tot 70 staartschubben aanwezig.
De bovenzijde van deze slang heeft een opvallende felle groene kleur. De buikzijde is eveneens groen van kleur maar enkele tinten lichter. Over de gehele lengte van de slang, met uitzondering van de kop, loopt een dunne heldere gele lijn. Over het gehele lichaam komen kleine langwerpige gele vlekken voor. De onderzijde van de kop is geel en wordt naar de bovenkant van de kop steeds groener van kleur. De irissen van de ogen in de typische addervormige kop zijn geel van kleur en hebben verticale, ellipsvormige pupillen.
Jonge slangen dragen nog niet de felle kleuren maar hebben nog bruine schubben en hebben donkere vlekken op de kop. De punt van de staart is al wel geel van kleur. Als de jonge slangen zes maanden oud zijn komen de eerste kleurwijzigingen en krijgt de slang een zachte groene kleur. Pas na 18 tot 22 maanden hebben de juvenielen de kleuren van een volwassen exemplaar.

## Gedrag
De slang is voornamelijk overdag actief maar houdt zich dan voornamelijk verscholen en ligt vaak opgekruld op een tak. Het is een opportunistische jager en gebruikt de punt van de staart om zijn prooi te lokken door deze als een worm heen en weer te bewegen. Zijn prooi bestaat uit kleine knaagdieren, vogels, reptielen en kikkers.
Bothriechis lateralis is van nature geen agressieve slang. Echter kan hij, wanneer hij zich bedreigd voelt, snel toeslaan. Hoewel er registraties zijn van dodelijke slachtoffers van de zeer pijnlijke beet van deze slang, overleven de meeste slachtoffers de beet na een goede behandeling. Veel beten worden toegebracht aan landbouwers die in hun handen woerden gebeten. Een beet veroorzaakt vaak permanente schade aan de gebeten ledematen.

## Verspreiding en habitat
De soort is aangetroffen in delen van Midden-Amerika; Bothriechis lateralis is een slang met relatief klein verspreidingsgebied en komt alleen voor in de bergketens van westelijk Panama, Nicaragua en centraal en zuidelijk Costa Rica. De habitat bestaat uit vochtige tropische en subtropische bossen, zowel in laaglanden als in bergstreken. De soort is aangetroffen op een hoogte van ongeveer 500 tot 2500 meter boven zeeniveau. Ondanks het beperkte verspreidingsgebied is het een veel voorkomende soort in Costa Rica. Vanwege de goede camouflage en het feit dat de slang voornamelijk in de bomen en struiken leeft is hij echter moeilijk te vinden.

## Beschermingsstatus
Door de internationale natuurbeschermingsorganisatie IUCN is de beschermingsstatus 'veilig' toegewezen (Least Concern of LC).

## Afbeeldingen

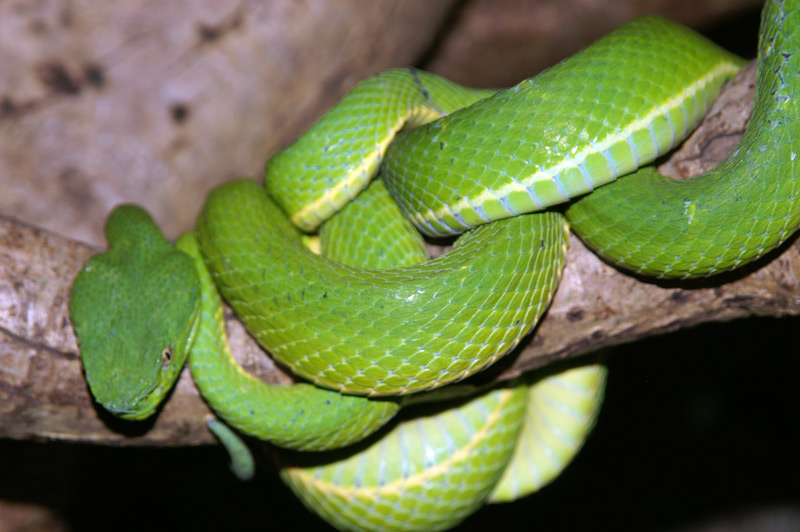
Bothriechis lateralis in Talamanca - Costa Rica
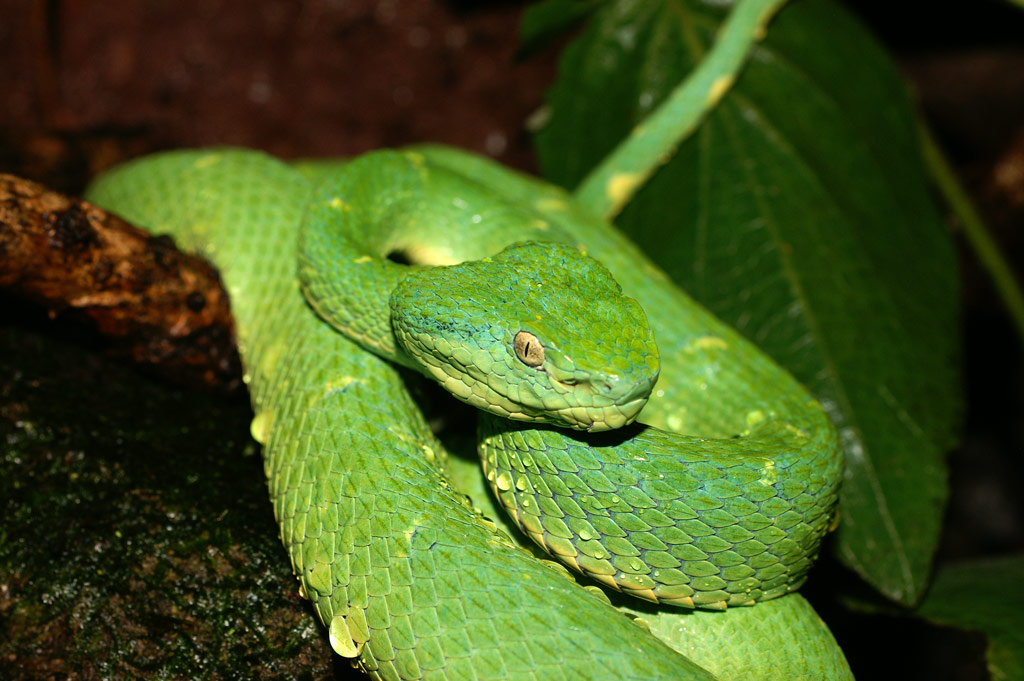
Bothriechis lateralis in Talamanca - Costa Rica
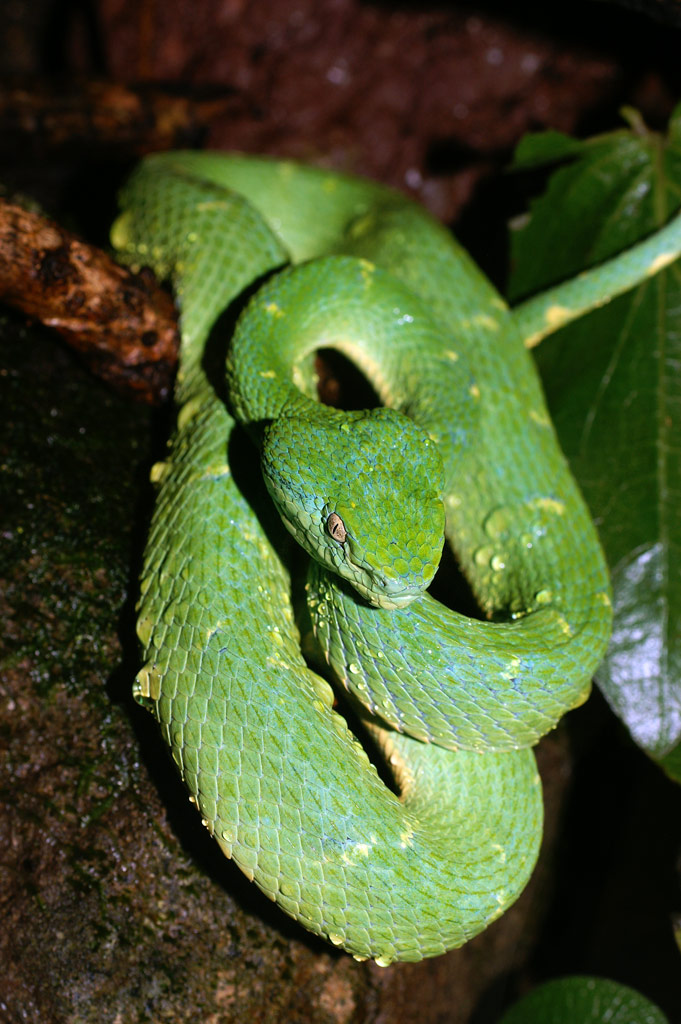
Bothriechis lateralis in Talamanca - Costa Rica
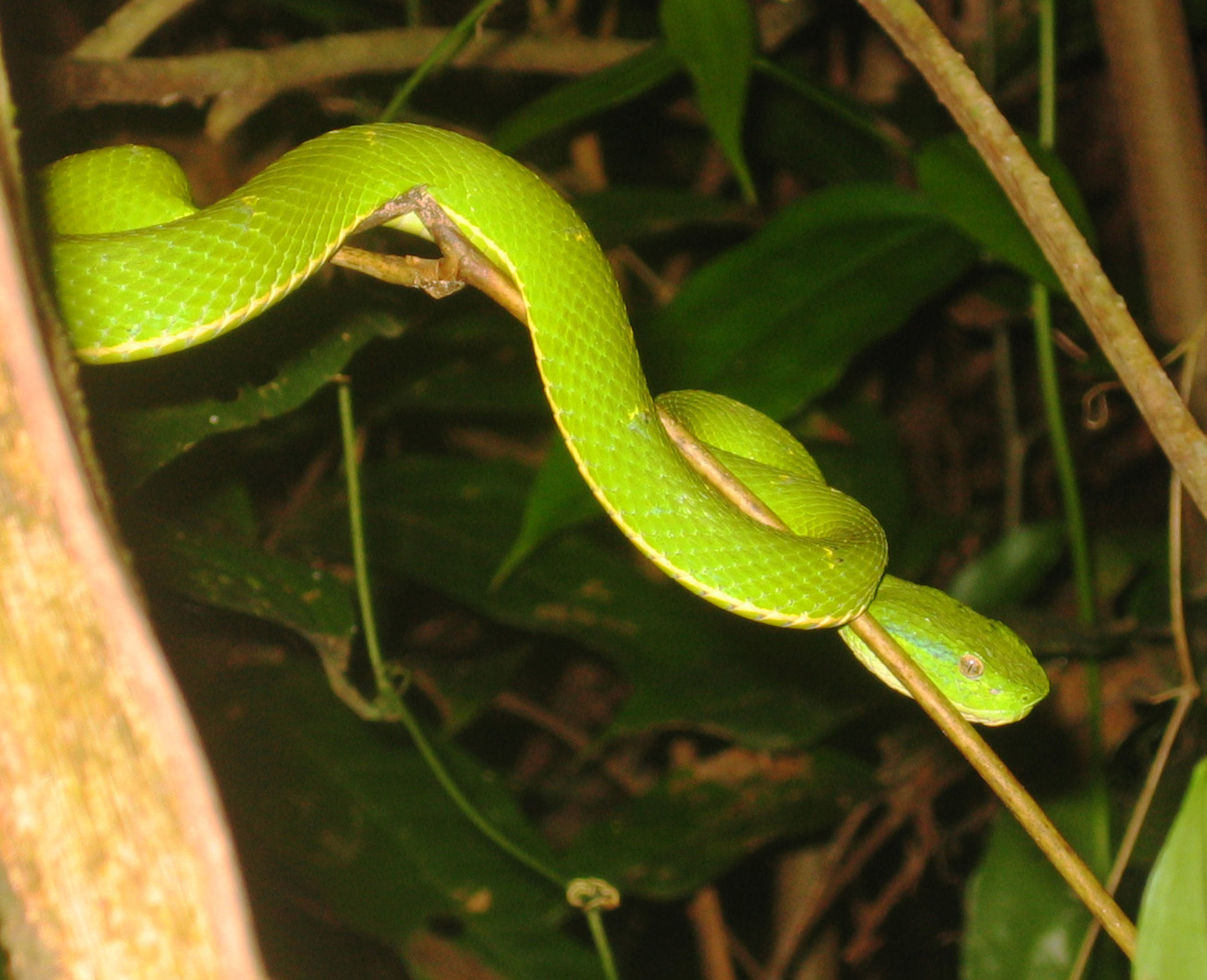
Bothriechis lateralis in Santa Elena - Costa Rica